# Municipio de San Miguel de Allende
El Municipio de San Miguel de Allende es uno de los 46 municipios del estado mexicano de Guanajuato, su cabecera es la ciudad de San Miguel de Allende, reconocido centro turístico y uno de los centros de inicio de la guerra de Independencia de México. Se denominaba únicamente como Municipio de Allende hasta el 18 de marzo de 2005 en que el Decreto n.º 165 del Congreso de Guanajuato le dio su nombre actual.

## Geografía
El municipio se encuentra localizado en la zona centro-este del territorio de Guanajuato, tiene límites territoriales al noroeste con el municipio de Dolores Hidalgo, al norte con el municipio de San Luis de la Paz, al noroeste con el municipio de San José Iturbide, al sureste con el municipio de Apaseo el Grande, al sur con el municipio de Comonfort, al suroeste con el municipio de Santa Cruz de Juventino Rosas y con el municipio de Salamanca; al este sus límites son con el estado de Querétaro, correspondiendo estos al municipio de Querétaro. Su extensión territorial total es de 1,537.19 kilómetros cuadrados que representan el 5.06% de la extensión total del estado de Guanajuato.

### Orografía e hidrografía
La principal corriente luz del municipio de San Miguel de Allende es el río Laja, que proviene del municipio de Dolores Hidalgo; corre en sentido de norte a sur por el centro del territorio, continuando posteriormente hacia Comonfort y, finalmente, desembocando en el río Lerma. San Miguel de Allende es regulado por la Presa Ignacio Allende, situada en el centro del territorio al oeste de San Miguel de Allende, su principal función es controlar las avenidas del río Laja, además de proporcionar almacenamiento de agua con fines agrícolas. Además del río Laja, existen otros arroyos menores, como La Cañadita, El Atascadero, Las Cachinches y El Obraje que cruzan la cabecera municipal y que alimentan otras presas menores, como la presa Las Colonias y la presa El Obraje. Hidrológicamente todo el territorio municipal, con excepción de su zona extrema al suroeste, pertenece a la Cuenca del río Laja, y el extremo mencionado forma parte de la Cuenca río Lerma-Salamanca, ambas cuencas forman parte de la Región hidrológica Lerma-Santiago.

### Clima y ecosistemas
El clima del municipio se divide en dos zonas, la zona oriental registra un clima que es considerado como Semiseco templado, mientras que la zona occidental tiene un clima Templado subhúmedo con lluvias en verano, una pequeña zona en el sur del municipio tiene clima Semicálido subhúmedo con lluvias en verano; la temperatura media anual se afectada principalmente por la elevación del terreno, de esta manera la mayor parte de las zonas planas del municipio registran un promedio que va de los 16 a los 18 °C, zonas del sur y del suroeste alcanzan un promedio de 18 a 20 °C, mientras que zonas más elevadas el centro y este del territorio tienen un promedio entre 14 y 16 °C; la precipitación promedio anual sigue un patrón de cinco bandas que avanzan en sentido suroeste-noreste a través del municipio, la zona registrada más al suroeste tiene un promedio superior a los 800 milímetros de lluvia al año, la siguiente zona registra entre 700 y 800 mm, la franja central entre 600 y 700 mm, la cuarta zona entre 500 y 600 mm y finalmente el extremo más al noreste tiene entre 400 y 500 mm de promedio anual de lluvia.

## Demografía
San Miguel de Allende es uno de los municipio que mayor crecimiento poblacional ha registrado en el estado de Guanajuato, principalmente por ser considerado una zona de descanso y retiro por poblaciones de otros puntos del país e inclusive del extranjero, siendo conocida la emigración de estadounidenses hacia la cabecera municipal. De acuerdo con los resultados del Conteo de Población y Vivienda de 2005 realizado por el Instituto Nacional de Estadística y Geografía, la población total del Municipio de San Miguel de Allende es de 139,297 personas, siendo de estas 65,487 hombres y 73,810 mujeres; teniendo por tanto un índice de masculinidad del 47.0%, el 36.7% de sus habitantes son menores de 15 años de edad, mientras que el 56.8% se encuentran entre los 15 y los 64 años de edad, el 46.5% de la población es considerada urbana por habitar en localidades que superan los 2,500 habitantes y apenas un 0.3% de sus habitantes mayores de 5 años hablan alguna lengua indígena.
| Evolución demográfica del municipio de San Miguel de Allende |        |         |         |         |         |         |         |         |
| Año                                                          | 1980   | 1990    | 1995    | 2000    | 2005    | 2010    | 2015    | 2020    |
| Población                                                    | 77,624 | 110,692 | 118,769 | 134,880 | 139,297 | 160,359 | 171,857 | 174,615 |

### Localidades
En el censo de 2020 el municipio de San Miguel de Allende contaba con 477 localidades.
| Código INEGI      | Localidad                   | Población (2020) |
| ----------------- | --------------------------- | ---------------- |
| 110030001         | San Miguel de Allende       | 72 452           |
| 110030244         | Los Rodríguez               | 3 196            |
| 110030077         | Corral de Piedras de Arriba | 2 159            |
| 110030236         | Rancho Viejo                | 2 076            |
| 110030906         | Lomas de San José           | 1 941            |
| 110030107         | Los Galvanes                | 1 924            |
| 110030992         | La Esmeralda                | 1 780            |
| 110030223         | Puerto de Nieto             | 1 524            |
| 110030306         | Santa Teresita de Don Diego | 1 506            |
| 110030070         | Clavellinas                 | 1 425            |
| 110030989         | La Vista                    | 1 415            |
| 110030067         | La Cieneguita               | 1 387            |
| 110030192         | Palo Colorado               | 1 276            |
| 110030092         | Don Francisco               | 1 272            |
| 110030797         | Nigromante                  | 1 250            |
| 110030083         | La Cruz del Palmar          | 1 248            |
| 110030062         | Cerritos                    | 1 186            |
| 110030114         | Guadalupe de Támbula        | 1 157            |
| 110030175         | Moral de Puerto de Nieto    | 1 131            |
| 110030304         | Santas Marías               | 1 106            |
| 110030007         | Alcocer                     | 1 094            |
| 110030124         | La Huerta                   | 1 059            |
| 110030217         | Sosnabar                    | 1 028            |
| Otras localidades | Otras localidades           | 69 023           |
| Total municipal   | Total municipal             | 174 615          |

## Política
El gobierno del municipio le corresponde al Ayuntamiento estando éste conformado por el presidente Municipal, el síndico y un cabildo compuesto de por diez regidores, de los cuales cinco son electos por mayoría relativa y cinco mediante el principio de representación proporcional. Todo el ayuntamiento es electo para un periodo de tres años que no son renovables para el periodo consecutivo, pero si de forma no continua y entra a ejercer su cargo el día 10 de octubre del año de la elección.

### Representación legislativa
Para la elección de Diputados locales al Congreso de Guanajuato y de Diputados federales a la Cámara de Diputados, el municipio de San Miguel de Allende se encuentra integrado en los siguientes distritos electorales:
Local:
- IX Distrito Electoral Local de Guanajuato con cabecera en San Miguel de Allende.[14]

Federal:
- Distrito electoral federal 2 de Guanajuato con cabecera en San Miguel de Allende.[15]

### Presidentes municipales
| Período     | Presidente                              | Partido |
| ----------- | --------------------------------------- | ------- |
| 1949 - 1951 | Julian Malo Sautto                      |         |
| 1952 - 1954 | Martín Zavala Camarena                  |         |
| 1955 - 1957 | Fernando Lambarri                       |         |
| 1958 - 1960 | Leobino Zavala                          |         |
| 1961 - 1963 | Salvador de Lara Martínez               |         |
| 1964 - 1966 | Edmundo Espino Licea                    |         |
| 1966 - 1969 | Antonio Gil Vega                        |         |
| 1969 - 1972 | Luis Ferro de la Sota                   |         |
| 1972 - 1973 | José Luis Chagoyán                      |         |
| 1973 - 1976 | Silvestre Bautista                      |         |
| 1976 - 1978 | José Luis Bribiesca Mojica              |         |
| 1978 - 1979 | Manuel Martínez Maldonado               |         |
| 1979 - 1982 | Pedro Gerez Diez                        |         |
| 1982 - 1985 | Luis Ferro de la Sota                   |         |
| 1985 - 1988 | Ernesto Villagómez Salazar              |         |
| 1988 - 1991 | Manuel Zavala Ramírez                   |         |
| 1991 - 1994 | Salvador García González                |         |
| 1994 - 1997 | Jaime Michael Fernández Martínez Harris |         |
| 1997 - 2000 | Salvador García González                |         |
| 2000 - 2003 | Óscar Arroyo Delgado                    |         |
| 2003 - 2006 | Luis Alberto Villarreal García          |         |
| 2006 - 2009 | Jesús Correa Ramírez                    |         |
| 2009 - 2012 | Luz María Núñez Flores                  |         |
| 2012 - 2015 | Mauricio Trejo Pureco                   |         |
| 2015 - 2018 | Ricardo Villarreal García               |         |
| 2018 - 2021 | Luis Alberto Villarreal García          |         |
| 2021 -      | Mauricio Trejo Pureco                   |         |